# Альпин, Лев Моисеевич
Ле́в Моисе́евич А́льпин (26 марта 1898, Кременчуг, Полтавская губерния, Российская империя — 25 сентября 1986, Москва, СССР) — советский геофизик, доктор технических наук, преподаватель геофизического факультета МГРИ, специалист в области теории геофизических полей и электроразведки.

## Биография
Родился в Кременчуге, в семье казначея еврейского молитвенного дома «Юровский» Моисея Лейбовича Альпина.
С 1914 года начал трудовую деятельность. Закончил в 1930 году физико-математическое отделение МГУ. С 1931 года — научный сотрудник, затем доцент и профессор кафедры прикладной геофизики МГРИ.
В 1955 году после ухода Александра Игнатьевича Заборовского становится заведующим кафедрой прикладной геофизики.
С 1930 года до самой смерти —  сотрудник ВНИИгеофизики.
Умер в 1986 году. Похоронен на Хованском кладбище.

## Достижения
Создатель теории и метода боковых каротажных зондирований (БКЗ).

## Публикации
- Л. М. Альпин. Теория поля  / Изд-во «Недра», 1966. — 384 стр.
- Л. М. Альпин. Практические работы по теории поля / Недра, 1971.
- Л. М. Альпин. Теория полей, применяемых в разведочной геофизике / Недра, 1985. — 406 стр.